# Liên bang Rhein
Liên bang Rhein (tiếng Đức: Rheinbund, tiếng Pháp: États confédérés du Rhin hoặc Confédération du Rhin; tiếng Việt: Liên bang sông Ranh) là một liên minh các nhà nước nội thuộc của Đệ nhất Đế chế Pháp. Nó được Hoàng đế Napoléon Bonaparte lập nên từ 16 quốc gia ở Đức sau khi ông ta đánh bại Hoàng đế Áo là Franz II và Hoàng đế Nga là Aleksandr I trong trận Austerlitz. Hiệp ước Pressburg có hiệu lực, dẫn đến việc tạo ra Liên bang sông Rhine. Liên bang này tồn tại từ năm 1806 cho đến năm 1813, đến khi Napoléon thua cuộc tại trận Leipzig vào năm đó.
Thành viên của liên bang bao gồm các công quốc (Fürstentum) và các vương quốc (Königreich) của Đức từ Đế quốc La Mã Thần thánh. Sau đó có 19 nước nữa tham gia liên bang, tạo ra một chính thể 15 triệu dân, cung cấp một lợi thế chiến lược quan trọng của đế quốc Pháp ở mặt trận phía đông của nó. Riêng hai nước Phổ và Áo không phải là thành viên của liên bang này.

## Các nước thành viên
Bảng dưới đây cho thấy các nước thành viên của Liên bang, với ngày tham gia, cũng như số lượng quân đội cung cấp đều được liệt kê trong ngoặc đơn.

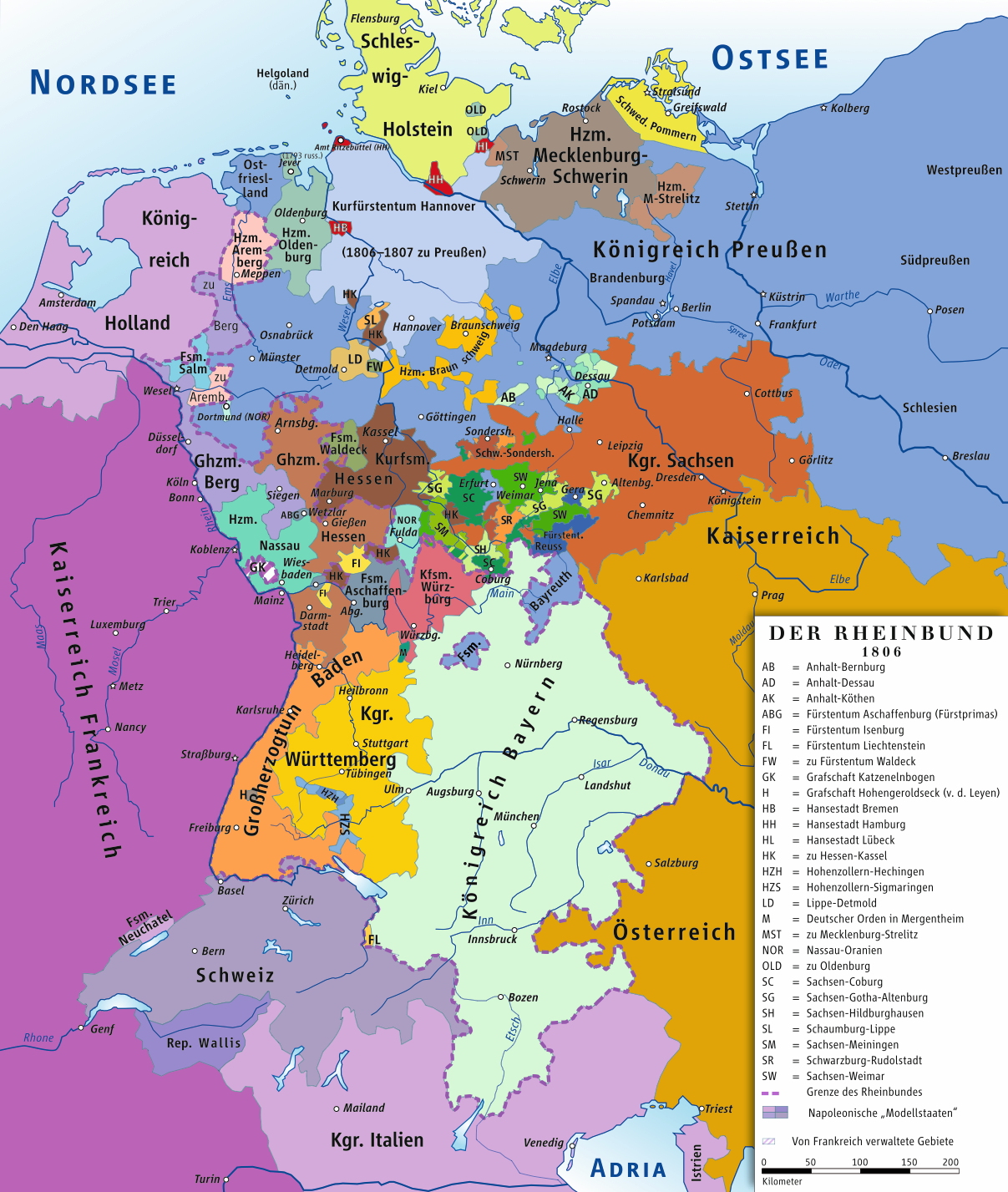
Các nước thành viên của Liên bang sông Rhine năm 1806.

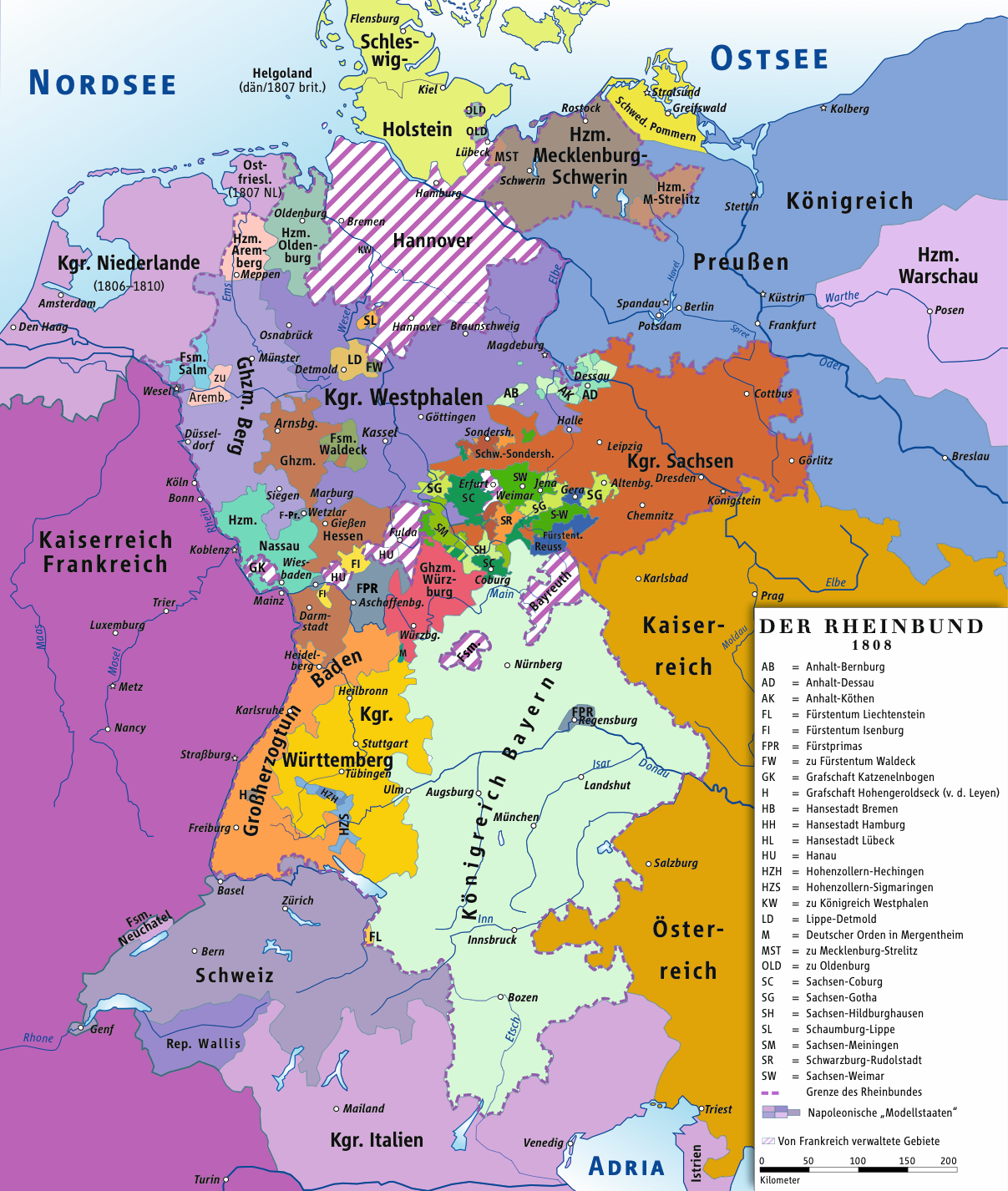
Các nước thành viên của Liên bang sông Rhine năm 1808.

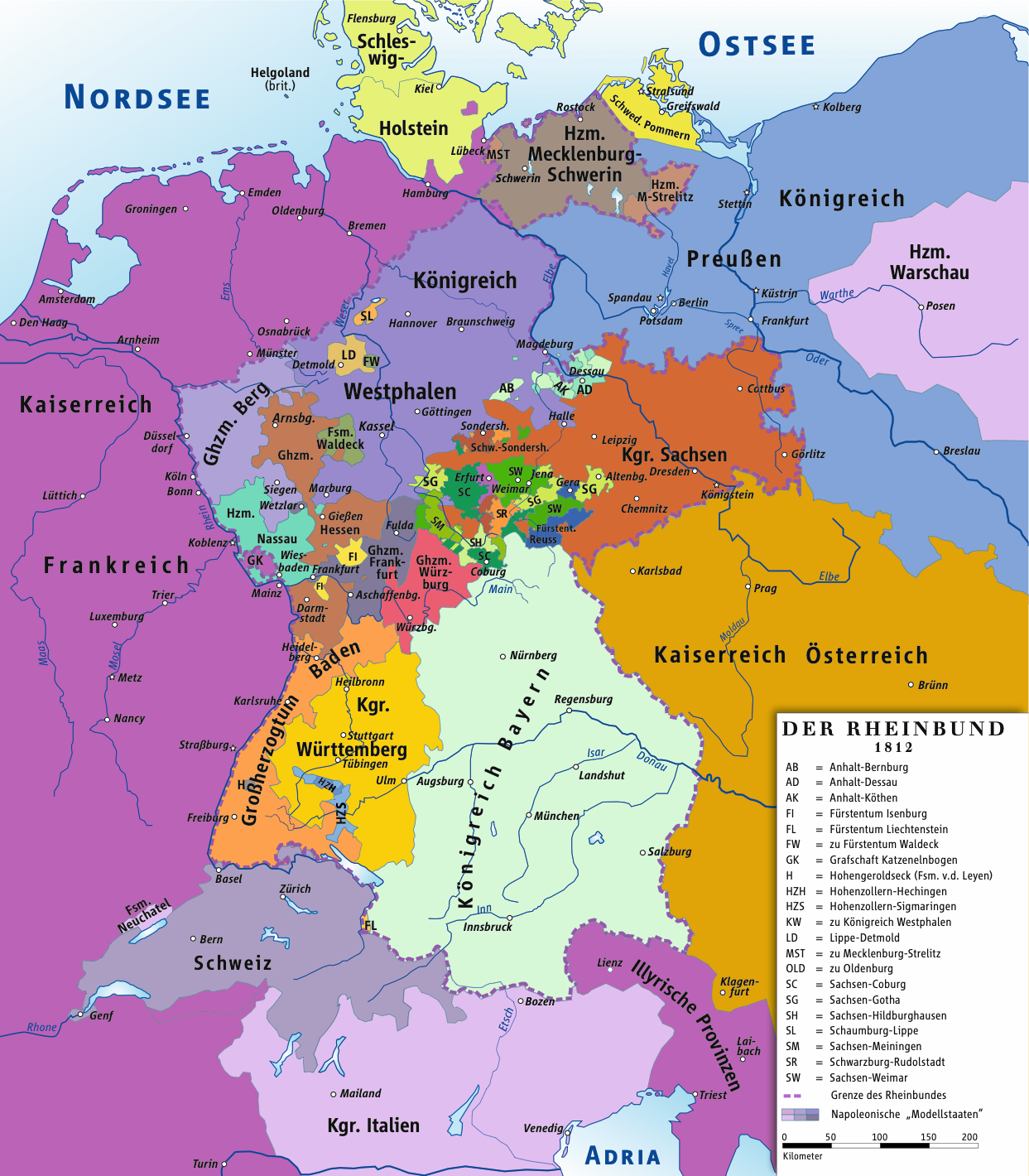
Các nước thành viên của Liên bang sông Rhine năm 1812.

### Đoàn các vua chúa
| Cờ | Nước thành viên                | Năm gia nhập     | Chú thích |
| -- | ------------------------------ | ---------------- | --- |
|    | Đại Công quốc Baden            | 12 Th7 năm 1806  | Đồng sáng lập; cựu biên tước (8.000)                                                                                   |
|    | Vương quốc Bayern              | 12 Th7 năm 1806  | Đồng sáng lập; cựu công quốc (30.000)                                                                                  |
|    | Đại Công quốc Berg             | 12 Th7 năm 1806  | Đồng sáng lập; bị thu hút vào Cleves, cả hai đều là cựu công quốc (5.000)                                              |
|    | Đại Công quốc Hessen-Darmstadt | 12 Th7 năm 1806  | Đồng sáng lập; cựu lãnh chúa (4.000)                                                                                   |
|    | Thân vương quốc Regensburg     | 12 Th7 năm 1806  | Đồng sáng lập; nguyên là Giám mục vương quyền và Tuyển hầu; sau năm 1810 trở thành Đại Công quốc Frankfurt (968/4.000) |
|    | Vương quốc Saxony              | 11 Th12 năm 1806 | Cựu công quốc (20.000)                                                                                                 |
|    | Vương quốc Westphalia          | 15 Th11 năm 1807 | Napoléon tạo ra (25.000)                                                                                               |
|    | Vương quốc Württemberg         | 12 Th7 năm 1806  | Đồng sáng lập; cựu công quốc (12.000)                                                                                  |
|    | Đại Công quốc Würzburg         | 23 Th9 năm 1806  | Napoléon tạo ra (2.000)                                                                                                |

### Đoàn các vương hầu
| Cờ | Nước thành viên                                  | Năm gia nhập     | Chú thích                                                                                   |
| -- | ------------------------------------------------ | ---------------- | ------------------------------------------------------------------------------------------- |
|    | Công quốc Anhalt-Bernburg                        | 11 Th4 năm 1807  | (700)                                                                                       |
|    | Công quốc Anhalt-Dessau                          | 11 Th4 năm 1807  | (700)                                                                                       |
|    | Công quốc Anhalt-Köthen                          | 11 Th4 năm 1807  | (700)                                                                                       |
|    | Công quốc Arenberg                               | 12 Th7 năm 1806  | Đồng sáng lập; trung lập vào ngày 13 tháng 12 năm 1810 (379/4.000)                          |
|    | Thân vương quốc Hohenzollern-Hechingen           | 12 Th7 năm 1806  | Đồng sáng lập (97/4.000)                                                                    |
|    | Thân vương quốc Hohenzollern-Sigmaringen         | 12 Th7 năm 1806  | Đồng sáng lập (193/4.000)                                                                   |
|    | Thân vương quốc Isenburg                         | 12 Th7 năm 1806  | Đồng sáng lập (291/4.000)                                                                   |
|    | Thân vương quốc Leyen                            | 12 Th7 năm 1806  | Đồng sáng lập; cựu lãnh chúa (29/4.000)                                                     |
|    | Thân vương quốc Liechtenstein                    | 12 Th7 năm 1806  | Đồng sáng lập (40/4.000)                                                                    |
|    | Thân vương quốc Lippe-Detmold                    | 11 Th4 năm 1807  | (650)                                                                                       |
|    | Công quốc Mecklenburg-Schwerin                   | 22 Th3 năm 1808  | (1.900)                                                                                     |
|    | Công quốc Mecklenburg-Strelitz                   | 18 Th2 năm 1808  | (400)                                                                                       |
|    | Công quốc Nassau (Usingen và Weilburg)           | 12 Th7 năm 1806* | Liên minh giữa Nassau-Usingen và Nassau-Weilburg, cả hai đều là đồng sáng lập (1.680/4.000) |
|    | Công quốc Oldenburg                              | 14 Th10 năm 1808 | Sáp nhập vào Pháp ngày 13 tháng 12 năm 1810 (800)                                           |
|    | Thân vương quốc Reuss-Ebersdorf                  | 11 Th4 năm 1807  | (400)                                                                                       |
|    | Thân vương quốc Reuss-Greiz                      | 11 Th4 năm 1807  | (400)                                                                                       |
|    | Thân vương quốc Reuss-Lobenstein                 | 11 Th4 năm 1807  | (400)                                                                                       |
|    | Thân vương quốc Reuss-Schleiz                    | 11 Th4 năm 1807  | (400)                                                                                       |
|    | Thân vương quốc Salm (Salm-Salm và Salm-Kyrburg) | 25 Th7 năm 1806  | Đồng sáng lập; sáp nhập vào Pháp ngày 13 tháng 12 năm 1810 (323/4.000)                      |
|    | Công quốc Saxe-Coburg                            | 15 Th12 năm 1806 | (công quốc Saxon tổng cộng có 2.000)                                                        |
|    | Công quốc Saxe-Gotha                             | 15 Th12 năm 1806 | (công quốc Saxon tổng cộng có 2.000)                                                        |
|    | Công quốc Saxe-Hildburghausen                    | 15 Th12 năm 1806 | (công quốc Saxon tổng cộng có 2.000)                                                        |
|    | Công quốc Saxe-Meiningen                         | 15 Th12 năm 1806 | (công quốc Saxon tổng cộng có 2.000)                                                        |
|    | Công quốc Saxe-Weimar                            | 15 Th12 năm 1806 | (công quốc Saxon tổng cộng có 2.000)                                                        |
|    | Thân vương quốc Schaumburg-Lippe                 | 11 Th4 năm 1807  | (650)                                                                                       |
|    | Thân vương quốc Schwarzburg-Rudolstadt           | 11 Th4 năm 1807  | (650)                                                                                       |
|    | Thân vương quốc Schwarzburg-Sondershausen        | 11 Th4 năm 1807  | (650)                                                                                       |
|    | Thân vương quốc Waldeck-Pyrmont                  | 11 Th4 năm 1807  | (400)                                                                                       |